# Los trabajos de Persiles y Sigismunda
Los trabajos de Persiles y Sigismunda, historia setentrional es la última obra de Miguel de Cervantes, publicada de forma póstuma en Madrid en 1617. Se trata de una novela bizantina que no hay que confundir con la comedia Persiles y Sigismunda (1633) de Francisco de Rojas Zorrilla, inspirada en ella. El propio Cervantes la consideró su mejor obra; sin embargo la crítica da este título unánimemente a Don Quijote de la Mancha. 

## Historia
Es bastante probable que Cervantes empezara a escribir su última novela en forma simultánea con la hasta entonces inédita Segunda parte de Don Quijote en 1615. La obra se divide en 4 libros, con un número variable de capítulos cada uno: el primero tiene 23 capítulos, el segundo y el tercero tienen 21 y el cuarto tiene 14;  lo que hace un total de 79 capítulos. 
Si bien Cervantes la terminó de forma precipitada sólo tres días antes de su muerte, es claro que no le pudo dedicar más tiempo del necesario en revisar y completar ciertos detalles de su  forma y estructura; esto es particularmente notable en la ausencia de títulos descriptivos en buena parte de los capítulos presentados, algo inusual en sus trabajos literarios.
En la dedicatoria del prólogo de la novela, Cervantes le escribió a su benefactor don Pedro Fernández de Castro y Andrade, VII conde de Lemos, el 19 de abril de 1616, cuatro días antes de morir, donde se despide de la vida citando estos versos:

Puesto ya el pie en el estribo,
con las ansias de la muerte,
gran señor, esta te escribo.

Los trabajos de Persiles y Sigismunda apareció en 1617 casi simultáneamente en Madrid, Barcelona, Lisboa, Valencia, Pamplona y París. Las seis ediciones, en ciudades diferentes, demuestran el entusiasmo por cualquier nueva obra de Cervantes, después del éxito de las Novelas ejemplares (1613); que no hubiera una segunda edición en ninguna de estas ciudades significa que la obra no gustó. Narra un conjunto heterogéneo de peripecias que, como era habitual en la llamada «novela bizantina» o «helenística», incluye aventuras y una separación de dos jóvenes que se enamoran y acaban encontrándose en una anagnórisis al final de la obra. En ella, Periandro y Auristela (que solo tras el desenlace en matrimonio cristiano adoptarán los nombres de Persiles y Sigismunda), príncipes nórdicos, peregrinan por varios lugares del mundo para acabar llegando a Roma y, juntos, contraer matrimonio.

## Estilo literario
Cervantes intentó con este relato construir una obra narrativa cuyo género, a diferencia del Quijote, que parodiaba los nuevos géneros novelísticos del Renacimiento, sí estaba avalado por la práctica de la literatura clásica; de este modo partía de un modelo narrativo que recogían las preceptivas literarias neoaristotélicas renacentistas.
Pretendió, con ello, crear para la narrativa española un modelo de novela griega de aventuras adaptada a una visión cristiana del mundo, que siguiera el ejemplo de la Historia de Leucipe y Clitofonte de Aquiles Tacio o la Historia etiópica de Teágenes y Cariclea de Heliodoro. Esta última se había descubierto en el Renacimiento. Se publicó en 1534 y se tradujo enseguida a las lenguas más importantes de la época (al español en 1564), con lo que se constituyó inmediatamente en un referente clásico que imitar. El tratado de preceptiva literaria del Pinciano Filosofía antigua poética (Madrid, 1591), que debió influir en la teoría cervantina de la novela, consideró a las Etiópicas (otro nombre por el que fue conocida la historia de Teágenes y Cariclea) como una obra perteneciente a la épica antigua que podía ser asimilada a otros autores de narrativa heroica, como Homero o Virgilio, con la diferencia de su escritura en prosa. 
Es este tipo de género literario el que Cervantes emprendió en el Persiles como culminación a su obra narrativa, pues se ajustaba a los modelos teóricos de prestigio menos originales que el novedoso modelo realista establecido por el Quijote. En la teoría, el Quijote pertenecía al género bajo de la literatura por su carácter cómico, risible y paródico; el Persiles se acogería al registro sublime de la preceptiva neoaristotélica, pero con el añadido, respecto a la literatura gentil o pagana, de su asunción de una espiritualidad cristiana. Si el Quijote se concibe como un ejemplo ex contrariis, el Persiles constituiría el ejemplo para seguir, intentando superar a otras novelas bizantinas españolas como el Clareo y Florisea (1552) de Alonso Núñez de Reinoso o El peregrino en su patria (1604), de Lope de Vega. Cervantes, prologando sus Novelas ejemplares, ya había señalado que estaba redactando el Persiles, «libro que se atreve a competir con Heliodoro». Sin embargo, en ningún momento asevera Cervantes que su Persiles se inspira en la obra de Heliodoro, o sea Teágenes y Cariclea, como muchos críticos presumen, aunque los paralelismos son muy claros. Según Juan Bautista Avalle-Arce, esta última narración de Cervantes suponía «la gran epopeya cristiana en prosa, propósito que ha desorientado a muchos lectores y provocado no menos desaciertos críticos».
Edward Riley (1990) explica que las ideas sobre el libro de caballerías ideal que el canónigo de Toledo expone en el capítulo XLVII de la primera parte del Quijote responden cabalmente a definir el carácter del Persiles. Cervantes estaba persuadido de que su última obra rehabilitaría su prestigio como narrador, perdido entre ciertos sectores de la crítica literaria por las insuficiencias que mostraba el Quijote desde el punto de vista de la preceptiva erudita.
La idea muy aceptada y difundida sobre la ortodoxia del Persiles como obra bizantina, neoclásica y católica ha sido discutida y matizada en dos libros escritos por Michael Nerlich (2005) y Michael Armstrong-Roche (2009), y más recientemente en un nuevo volumen de estudios coordinado por Mercedes Alcalá Galán (2016) para celebrar el legado poético del Persiles cuatrocientos años después de publicarse. Alcalá Galán dice que últimamente se han producido otras lecturas que han hecho crecer el sentido de la novela; por eso este volumen destaca "su complejidad artística, su energía narrativa, su carácter lúdico, su humor, su ironía, su invención, sus logros estéticos, el placer de su lectura, y sobre todas las demás cosas, el contagio de la pasión literaria con la que fue escrita." La tentativa más reciente de buscar algo nuevo en la novela sostiene que debajo de los disfraces de los héroes como Periandro y Auristela están por descubrir otras identidades sorprendentes, relacionadas con la historia y con la religión.
La Real Academia Española ha publicado una nueva edición crítica de esta obra con motivo del cuarto centenario. Véase: http://www.rae.es/sites/default/files/Hojear_Persiles_y_Sigismunda.pdf